# 우마르 술라이만
우마르 술라이만(Omar Suleiman, 1936년 7월 2일~)은 이집트의 정치인이다. 1993년부터 2011년까지 이집트 국가안전부(Egyptian General Intelligence Directorate)의 국장이었으며, 2011년 1월 29일부터 이집트 군부가 권력을 이행받은 2월 11일까지 13일 동안 부통령직을 수행했다.

## 생애
이집트 남부의 케나(Qena) 출신으로, 1954년 19세의 나이로 카이로에 위치한 이집트 군사 아카데미에 입대하였다. 소비에트 연방에 유학해 모스크바의 미하일 프룬제 군사 아카데미(Mikhail Frunze Military Academy)에서 군사 교육을 받았으며, 6일 전쟁, 욤 키푸르 전쟁 양 전쟁에 참전한 경력이 있다. 1980년대 중반에는 아인 샴스 대학교(Ain Shams University)에서 정치학 학사, 카이로 대학교에서 정치학 석사 학위를 취득하였다.
1993년 이집트 국가안전부(EGID, Egyptian General Intelligence Directorate, 이집트의 정보 기관) 수장이 되어 대외 첩보와 방첩, 이집트 대통령 호스니 무바라크의 경호를 맡았으며, 본 업무 이외에 무바라크의 지시로 이스라엘, 미국, 리비아, 이란 등에 대한 대외 정책을 감독하고, 대외 정책 면에서 사우디아라비아를 중동 지역의 경쟁자로 보고 경계하였다.
술라이만은 2011년 이집트 반정부 시위의 영향으로 2011년 1월 29일 부통령에 임명되었다. 술라이만은 이집트 사상 첫 부통령이었는데, 무바라크가 술라이만을 부통령으로 임명한 것은 술라이만을 사실상 자신의 후계자로 지명한 것이 아니냐는 견해가 있었다. 같은 해 2월 11일, 무바라크가 대통령에서 물러나고, 이집트의 실권은 이집트군 최고위원회에 이양되었다. 술라이만은 이집트 국영 방송에서 무바라크의 사임을 발표한 후, 부통령 직에서 물러났다.
술라이만은 무바라크가 사임한 2월 11일 이후, 일체 공개 석상에 모습을 보이지 않고 있다.